# Mydaea asiatica
Mydaea asiatica este o specie de muște din genul Mydaea, familia Muscidae, descrisă de Adrian C. Pont în anul 1967. Conform Catalogue of Life specia Mydaea asiatica nu are subspecii cunoscute.